# ホーク (ミサイル)

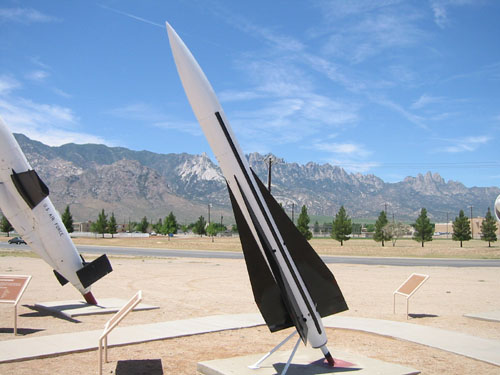
ホワイトサンズ・ミサイル実験場博物館に展示されるMIM-23 HAWK

ホーク（英語: Homing All the Way Killer, HAWK）は、アメリカ合衆国のレイセオン社が開発した地対空ミサイルである。アメリカ軍での名称はMIM-23。
1950年代末に開発され、現在でもNATO各国で運用されている。

## 開発に至る経緯

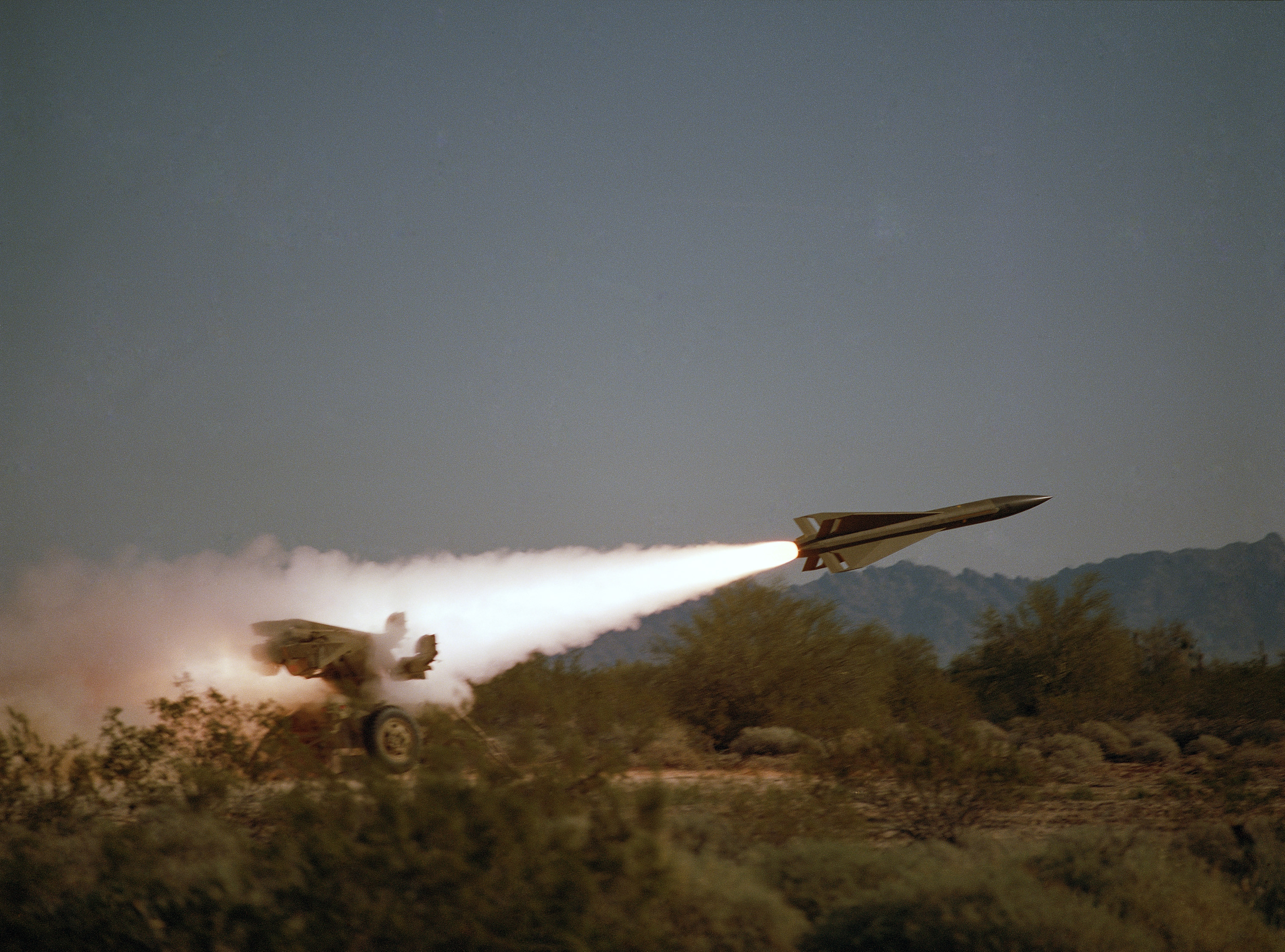
発射の瞬間

### 基本ホーク
ホークの開発は、セミアクティブ・レーダー・ホーミング誘導方式の中距離地対空ミサイルとして、1952年よりアメリカ陸軍にて着手された。当初の呼称はSAM-A-18であり、1954年7月にノースロップ社がレーダー・火器管制装置・発射機の、レイセオン社がミサイルの開発業者として選定された。
1956年6月には試作機であるXSAM-A-18を用いて初の誘導状態での試射が行われ、1957年7月に開発段階を終了した。このころまでにはXSAM-A-18はXM3と称されるようになっていた。1960年8月にはアメリカ陸軍で最初の運用部隊が編成され、基本型（M3）の初期作戦能力（IOC）が認定された。また1963年には、三軍共通命名規則（MDS）の導入に伴い、XM3はXMIM-23A、M3はMIM-23Aと改称された。

### 改良ホーク
アメリカ陸軍はホークの配備を推進する一方で、1964年には低空目標への対処能力向上を主眼とした近代化改修として、HAWK/HIP（HAWK Improvement Program）計画を開始した。これはミサイルを更新するとともに、地上側のレーダーや情報処理装置なども更新・強化するものであり、ミサイル本体はI-HAWK（Improved Hawk）、形式名はMIM-23Bとなった。この形式は1971年に承認され、1978年までにアメリカ陸軍・海兵隊の全ての部隊のミサイルがこちらに更新された。
HAWK/HIPに続いて、1973年より、アメリカ軍は次なる近代化改修として、HAWK-PIP（Product Improvement Program）計画を開始した。PIP計画は3段階に分けて進められることになっており、最初のフェーズIは1981年にアメリカ軍に実戦配備された。続くフェーズIIは1978年より開発開始され、アメリカ軍では1983年に装備化された。フェーズIIIは1981年より開発開始され、アメリカ軍では1989年に装備化された。
PIPフェーズIIIをベースにNASAMSのシステム要素を組み込むことで先進化とコンパクト化を図った近代化改修型のHAWK XXIも存在しており、以下の改修が行われた。
- 捕捉レーダーを三次元式のAN/MPQ-64センチネル（英語版）に変更し、PARとCWARを統合。
- 管制システムは、ノルウェーのコングスベルグ・ディフェンス&エアロスペースがNASAMS用に開発したFDC（Kongsberg Fire Distribution Center）に変更
- ミサイルは弾頭を改良したMIM-23Kを使用。
- ランチャー及び追尾レーダー/イルミネーターについては、PIPフェーズIIIと同じものを使う。

アメリカではMIM-23ホーク自体が退役したことから使用されておらず、主に外国へ売り込みされている。

## 設計

### ミサイル本体
上記の通り、M3から改称された基本型がMIM-23A、改良ホーク（I-HAWK）の最初のモデルがMIM-23Bである。MIM-23Bでは、弾頭重量は45 kgから54 kgへ増大、誘導装置を小型化するとともに、ロケットモーターも強力なものに変更された。MIM-23AとMIM-23Bとを比べると、高高度目標に対する最大有効射程は32 kmから40 kmへと延伸、また単発撃破確率（SSKP）もおよそ0.56からおよそ0.85に向上したと見積もられた。
アメリカ政府は1982年から1984年にかけてミサイル信頼性回復（Missile Reliability Restoration, MRR）計画を実施した。これと並行して行われたECCM改善策が反映されたのがMIM-23CおよびMIM-23Eであった。MIM-23Eでは最大射程は46 kmに延伸されたとも言われている。これに続いて、高クラッター環境下での低空交戦性能の向上を図ったのがMIM-23Gで、1990年より導入された。
アメリカ陸軍ではホークはパトリオットに更新されていったのに対し、海兵隊ではシステム規模の小ささを評価してホークの運用を継続していたこともあって、後にはミサイル防衛能力が付与されることになり、その用途にあわせた弾頭と信管が開発された。これらを導入したのがMIM-23Kであり、また漸進的に信管のみを更新したのがMIM-23Lであった。
なおMIM-23D/F/H/J/Mについては公式の情報が乏しいが、MIM-23Cの同等品として開発されたのがMIM-23Dで、これをもとに-23Eや-23G、-23Kや-23Lと同様の改善策を施したのが-23Dや-23H、-23Jや-23Mであると推測されている。
|          | 基本ホーク (MIM-23A)                                    | 改良ホーク (MIM-23B)                                    |
| -------- | ------------------------------------------------------- | ------------------------------------------------------- |
| 全長     | 5.08 m                                                  | 5.08 m                                                  |
| 直径     | 0.37 m                                                  | 0.37 m                                                  |
| 翼幅     | 1.19 m                                                  | 1.19 m                                                  |
| 発射重量 | 584 kg                                                  | 627.3 kg                                                |
| 弾頭     | 45 kg                                                   | 54 kg                                                   |
| 誘導方式 | セミアクティブ・レーダー・ホーミング                    | セミアクティブ・レーダー・ホーミング                    |
| 推進装置 | 固体燃料ロケット (二重推力)                             | 固体燃料ロケット (二重推力)                             |
| 飛翔速度 | 最大マッハ2.7                                           | 最大マッハ2.7                                           |
| 有効射程 | 高高度目標: 2,000－32,000 m 低高度目標: 3,500－16,000 m | 高高度目標: 1,500－40,000 m 低高度目標: 2,500－20,000 m |
| 有効射高 | 60－13,700 m                                            | 60－17,700 m                                            |

### システム構成

#### レーダー
基本型からPIPフェーズIIまで、システムにはパルス捕捉レーダー（PAR）とCW捕捉レーダー（CWAR）という2種類の捕捉レーダーに加えて、高出力イルミネーター（HPI）と測距レーダー（ROR）という合計4種類のレーダーが含まれていた。
PAR（Pulse Acquisition Radar）は高・中高度、CWAR（CW Acquisition Radar）は低高度・高クラッター環境下での目標探知に用いられており、目標情報の相関を容易にするために、方位角方向は同期して用いられている。PIPフェーズIでCWAR送信機の出力倍増と探知範囲拡大、PARへのデジタル式の移動目標指示（MTI）機能の追加が行われた。
HPI（High-Power Illuminator）は自動追尾レーダーとして、目標の方位・俯仰角および距離変化率の情報を得るのに対し、ROR（Range Only Radar）は電子攻撃下でも目標の距離情報を得ることを目的としていた。PIPフェーズIIで、HPIはソリッドステート化されて信頼性向上を図るとともに、電子攻撃下での運用に備えて光学式の追跡補助システム（TAS）が付加された。一方、RORは削除された。
これらのレーダーの機種はシステムの更新に伴って下表のように順次に変更されていった。
| システム構成   | PAR       | CWAR      | HPI          | ROR       |
| -------------- | --------- | --------- | ------------ | --------- |
| 基本型         | AN/MPQ-35 | AN/MPQ-34 | AN/MPQ-33/39 | AN/MPQ-37 |
| HIP            | AN/MPQ-50 | AN/MPQ-48 | AN/MPQ-46    | AN/MPQ-51 |
| PIPフェーズI   | AN/MPQ-50 | AN/MPQ-55 | AN/MPQ-46    | AN/MPQ-51 |
| PIPフェーズII  | AN/MPQ-50 | AN/MPQ-55 | AN/MPQ-57    | AN/MPQ-51 |
| PIPフェーズIII | AN/MPQ-50 | AN/MPQ-62 | AN/MPQ-61    | (削除)    |
| HAWK XXI       | AN/MPQ-64 | AN/MPQ-64 | AN/MPQ-61    | (削除)    |

またアメリカ海兵隊では、ミサイル防衛能力の付与に伴い、1991年よりAN/TPS-59早期警戒レーダーをホーク部隊と統合して運用する試験を行った。この成果を踏まえて、1998年度より、ホーク部隊との連接に対応したAN/TPS-59の改修型の部隊配備が開始された。

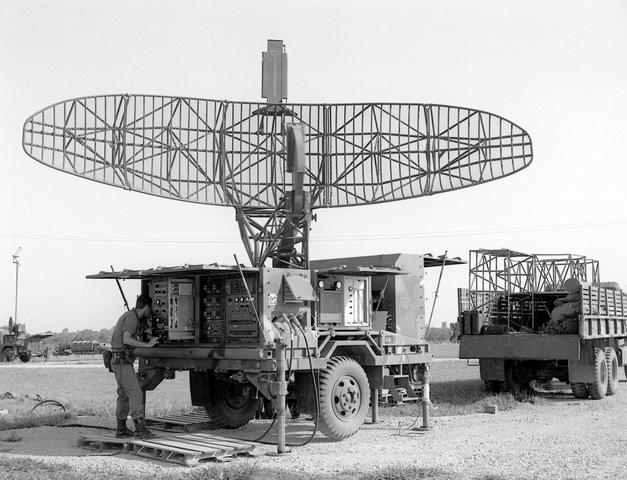
パルス捕捉レーダー（PAR）
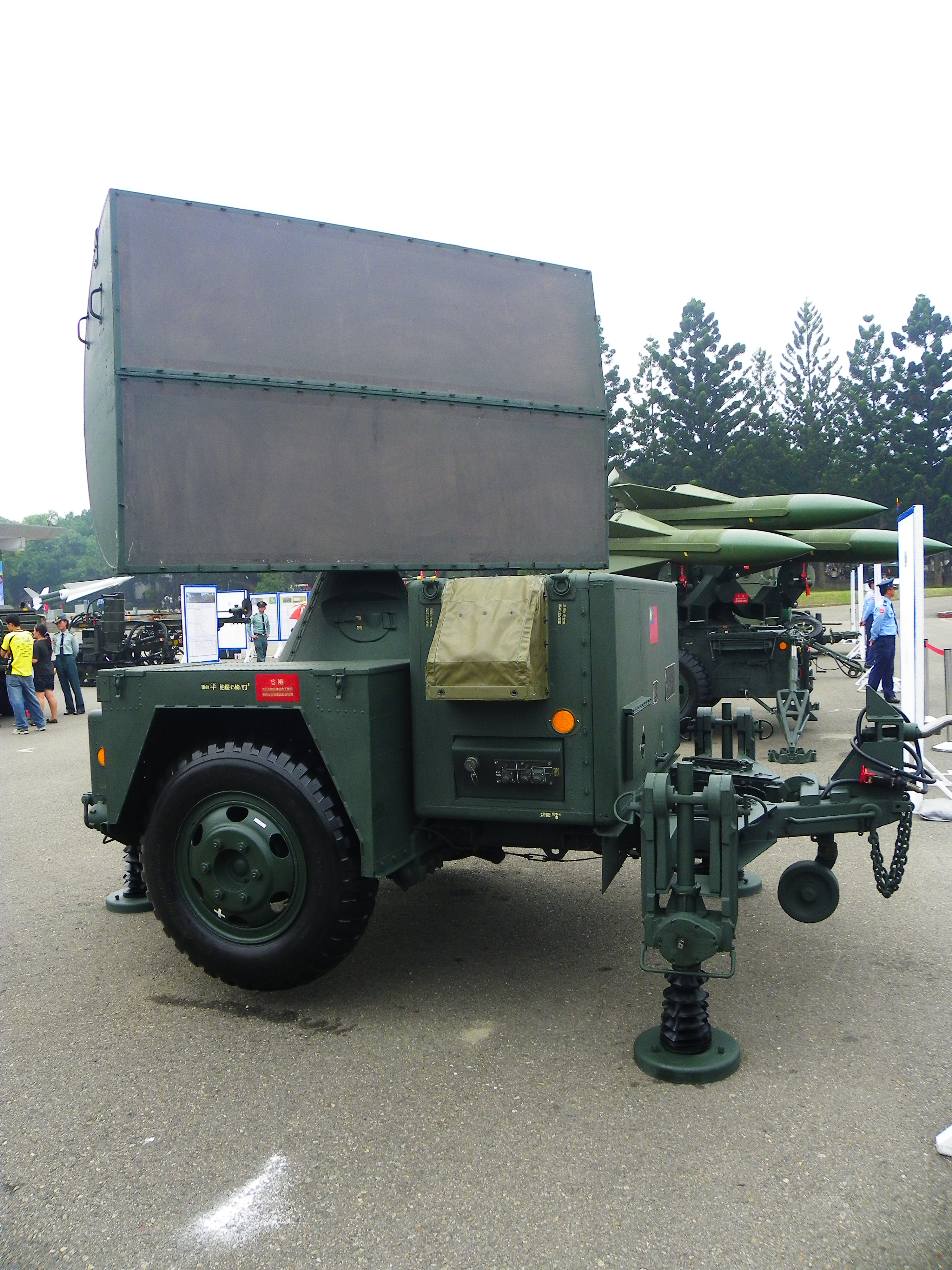
CW捕捉レーダー（CWAR）
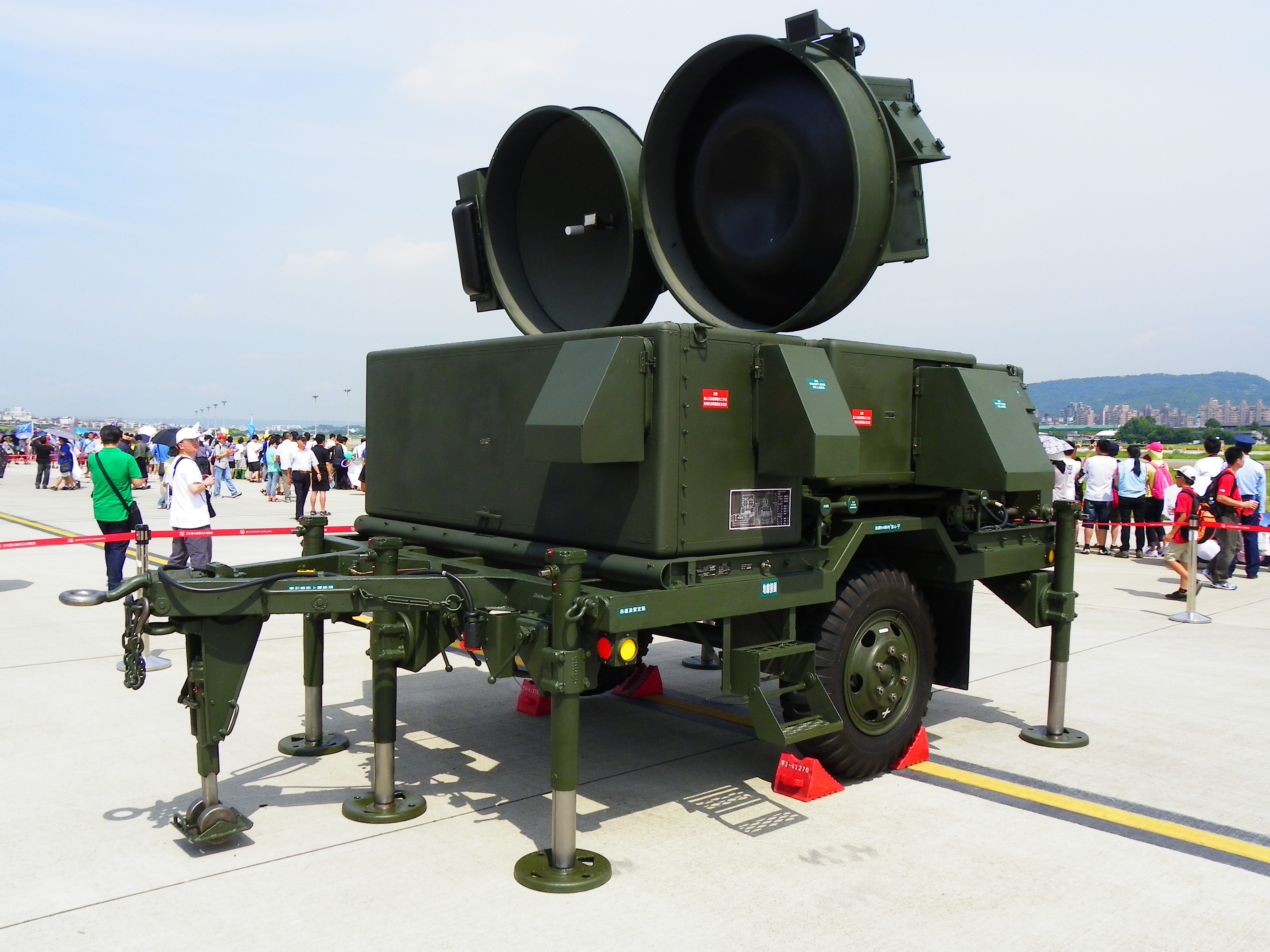
イルミネーター（HPI）
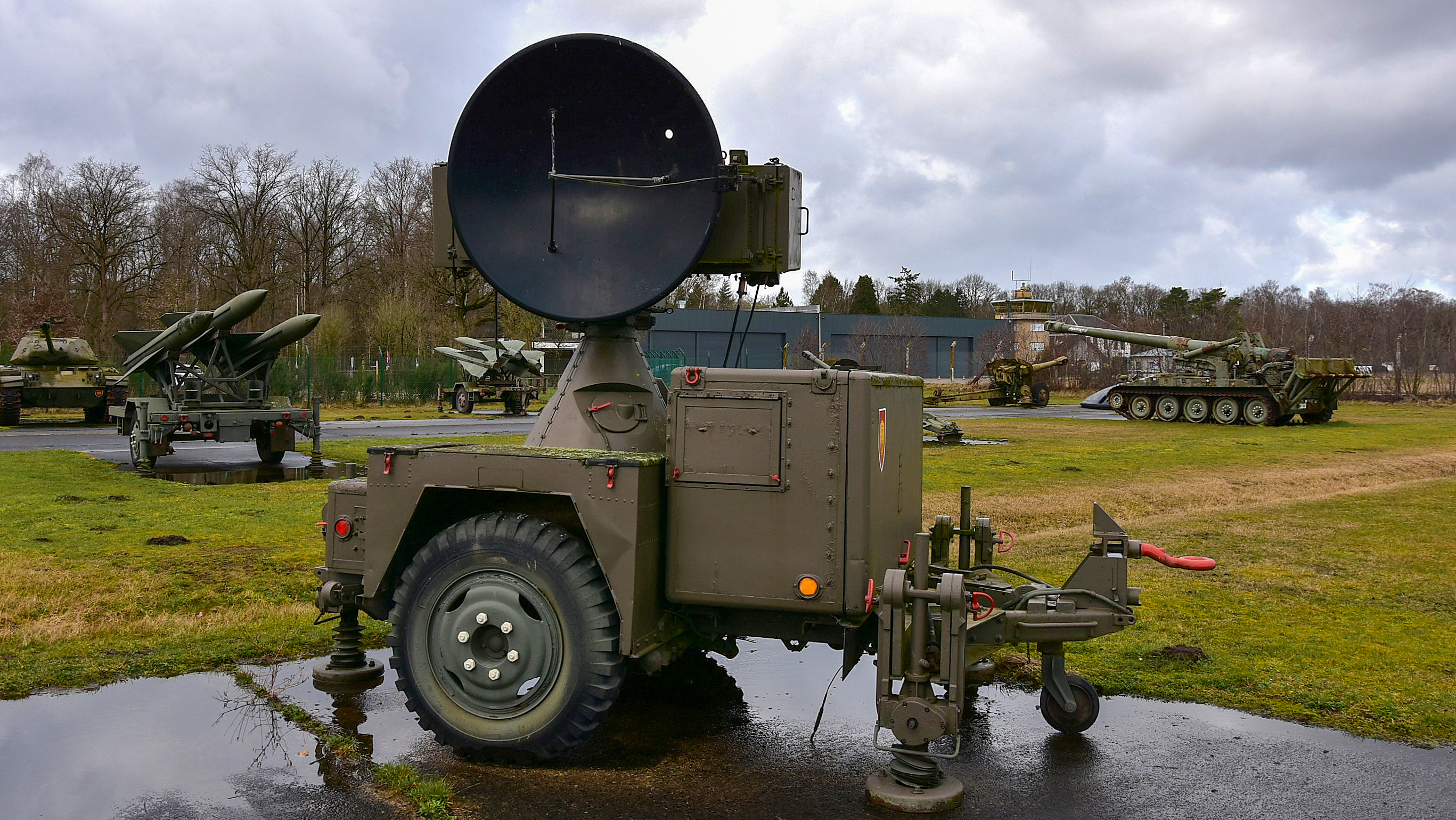
測距レーダー（ROR）
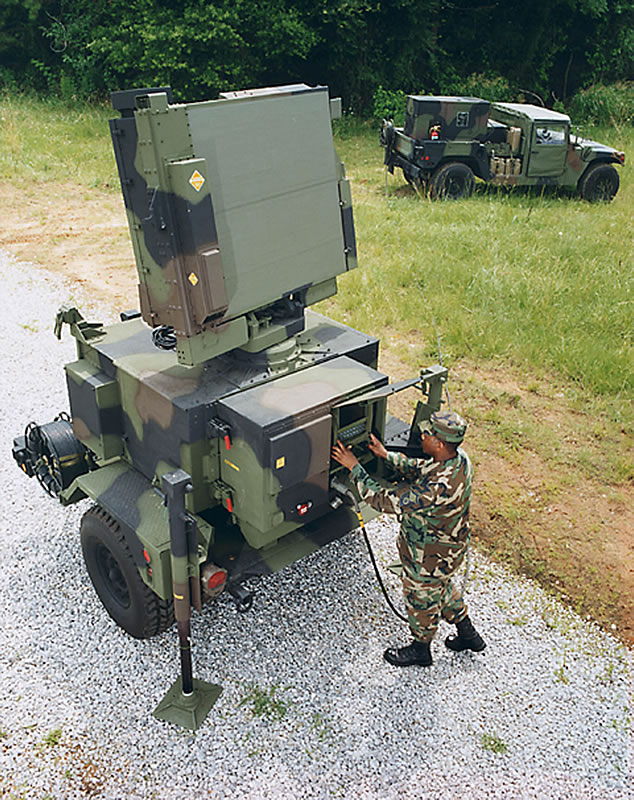
AN/MPQ-64三次元レーダー

#### その他システム
改善II型（PIPフェーズII）における標準的な高射中隊（battery）は、情報調整中枢（ICC）、中隊統制中枢（BCC）、パルス捕捉レーダー（PAR）、CW捕捉レーダー（CWAR）、測距レーダー（ROR）の中央統制のもと、2個射撃班（それぞれHPI 1基とM192 3連装発射機3基）から構成されていた。
ICC（Information Co-ordination Central）は火器管制に関する情報処理、BCC（Battery Control Central）は交戦における戦術統制を担当した。一方、改善III型（PIPフェーズIII）ではICCとBCCは中隊指揮装置（Battery Command Post, BCP）として統合された。
PIPフェーズIIでは、中隊よりも小規模ながら自己完結した単位である強襲射撃小隊（Assault Fire Platoon, AFP）の編成にも対応した。これは、レーダーは高射中隊と同様である一方、ICCとBCCのかわりに小隊指揮装置（Platoon Command Post, PCP）を有し、射撃班は編成せずにM192 3連装発射機3基を直接に統制するものであり、アメリカ陸軍は全ての高射中隊を解体してこの編成を導入した。
なおPIPフェーズIではシステム内へ陸軍戦術データリンク（ATDL）通信システムが追加された。またPIPフェーズIIで、電子防護のため、HPIおよびBCC、PCPに光学式の追跡補助システム（TAS）が付加された。
ホークは可搬式のシステムであって、基本的には自走能力を有さない。ただしアメリカ軍では、基本ホークを車載化したシステムを試作しており、M548 装軌貨物輸送車をベースとしたM727 3両で構成される設計であった。このシステムはアメリカ軍で広く用いられることはなかったが、イスラエル軍で類似したシステムが配備されたといわれている。

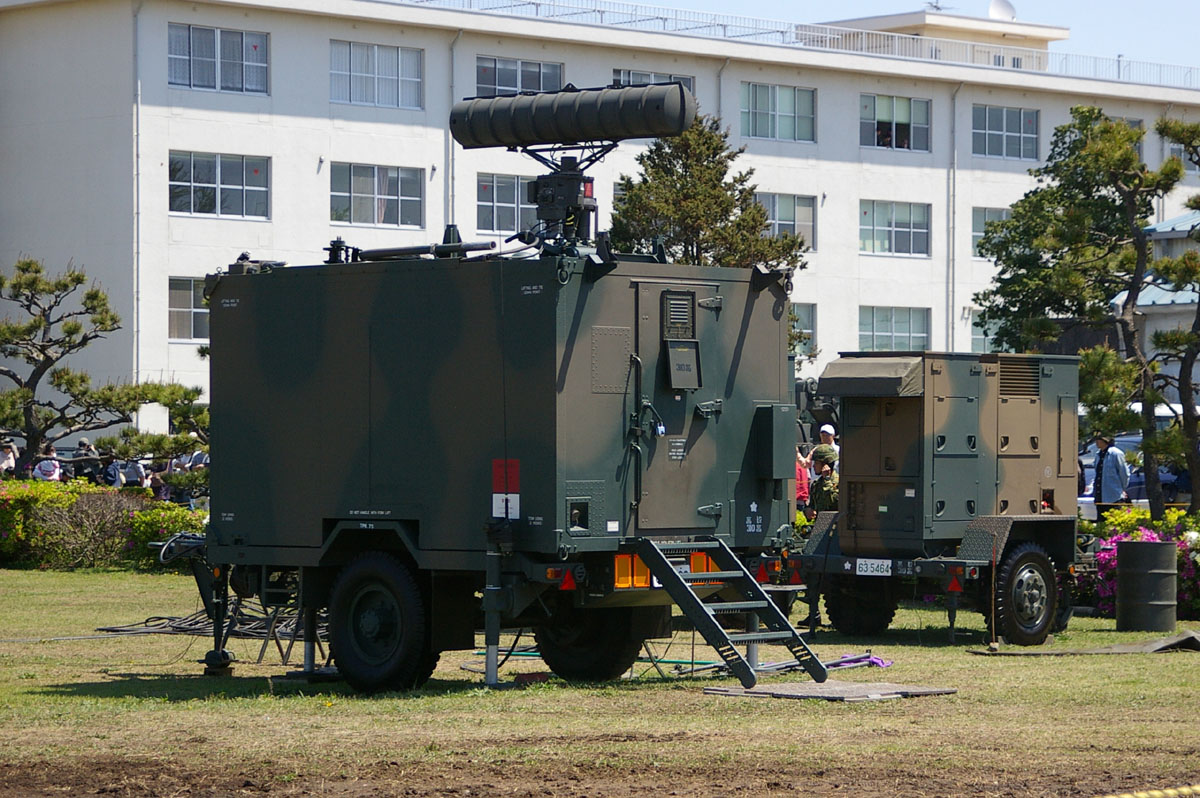
中隊指揮装置
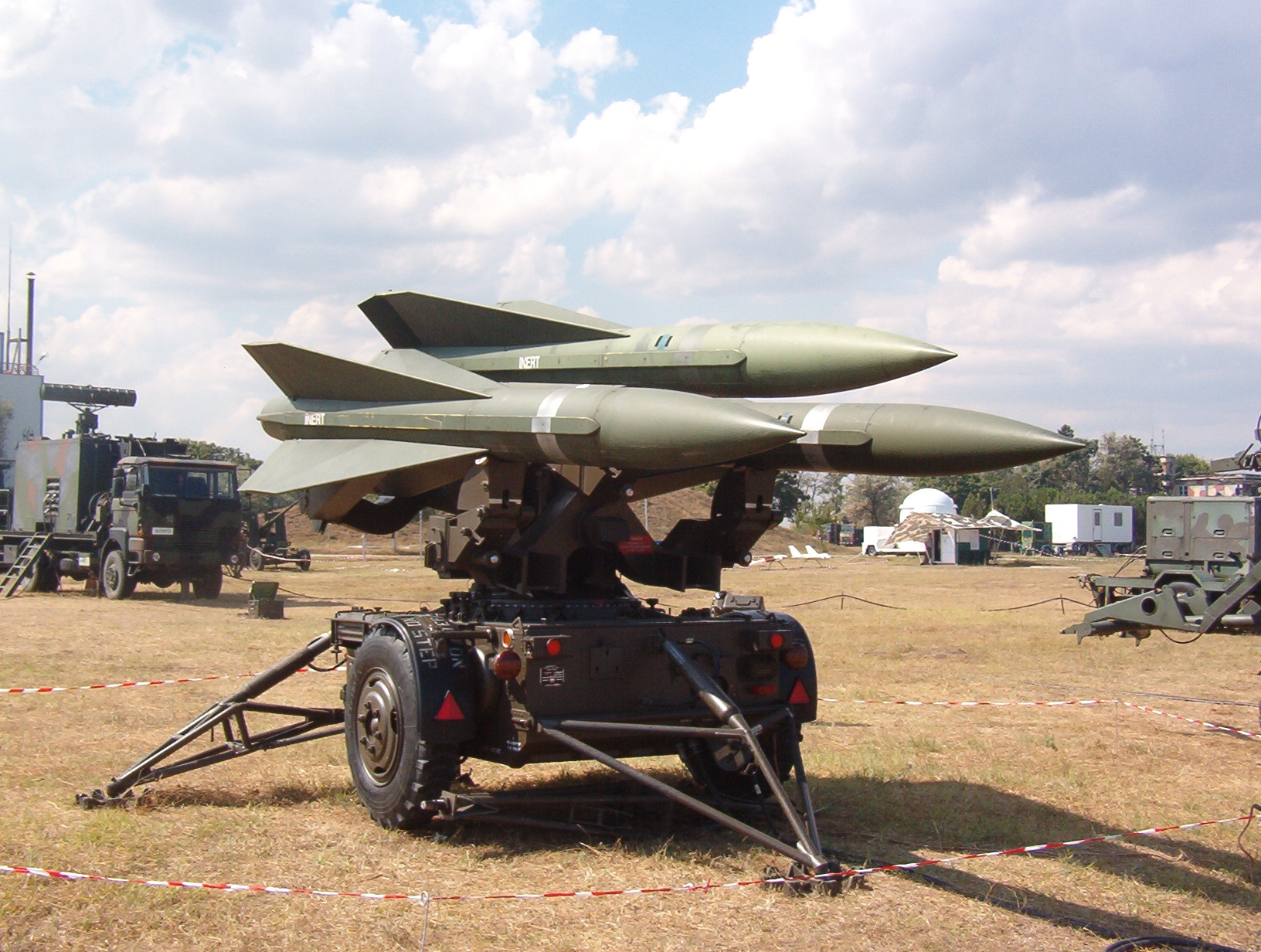
M192発射機 ミサイル搭載状態
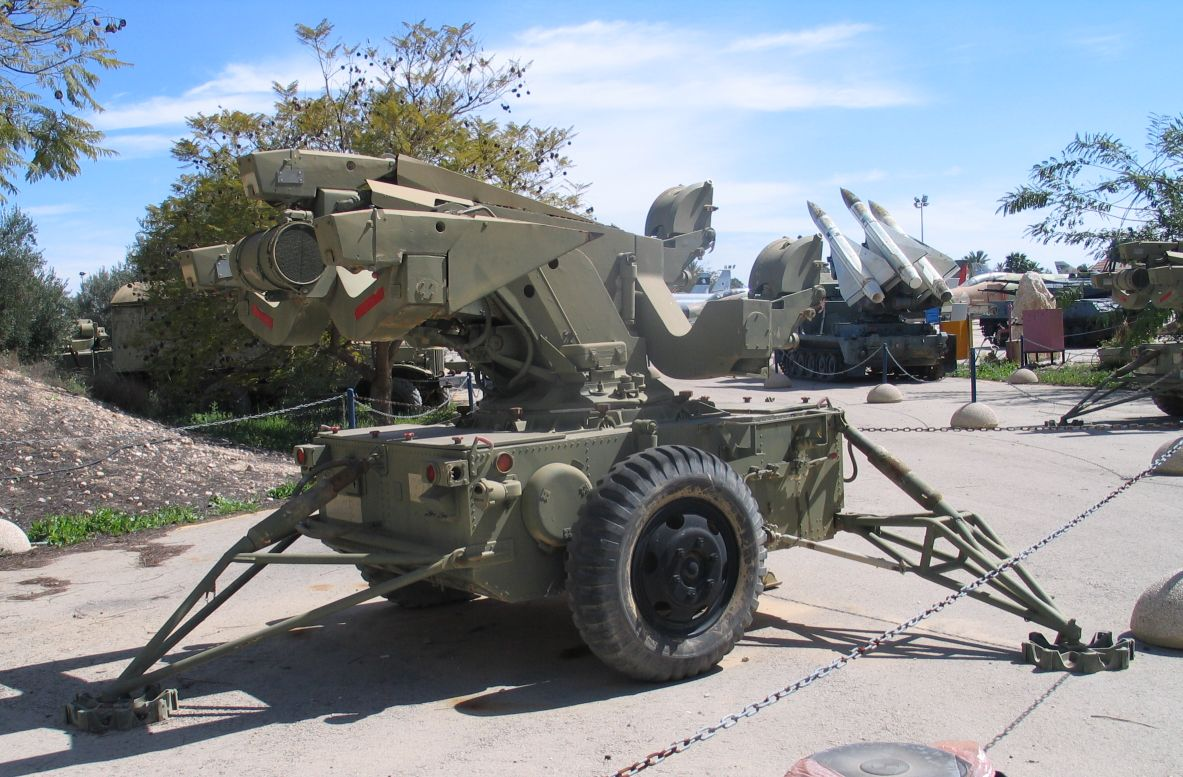
M192発射機 ミサイル非搭載状態
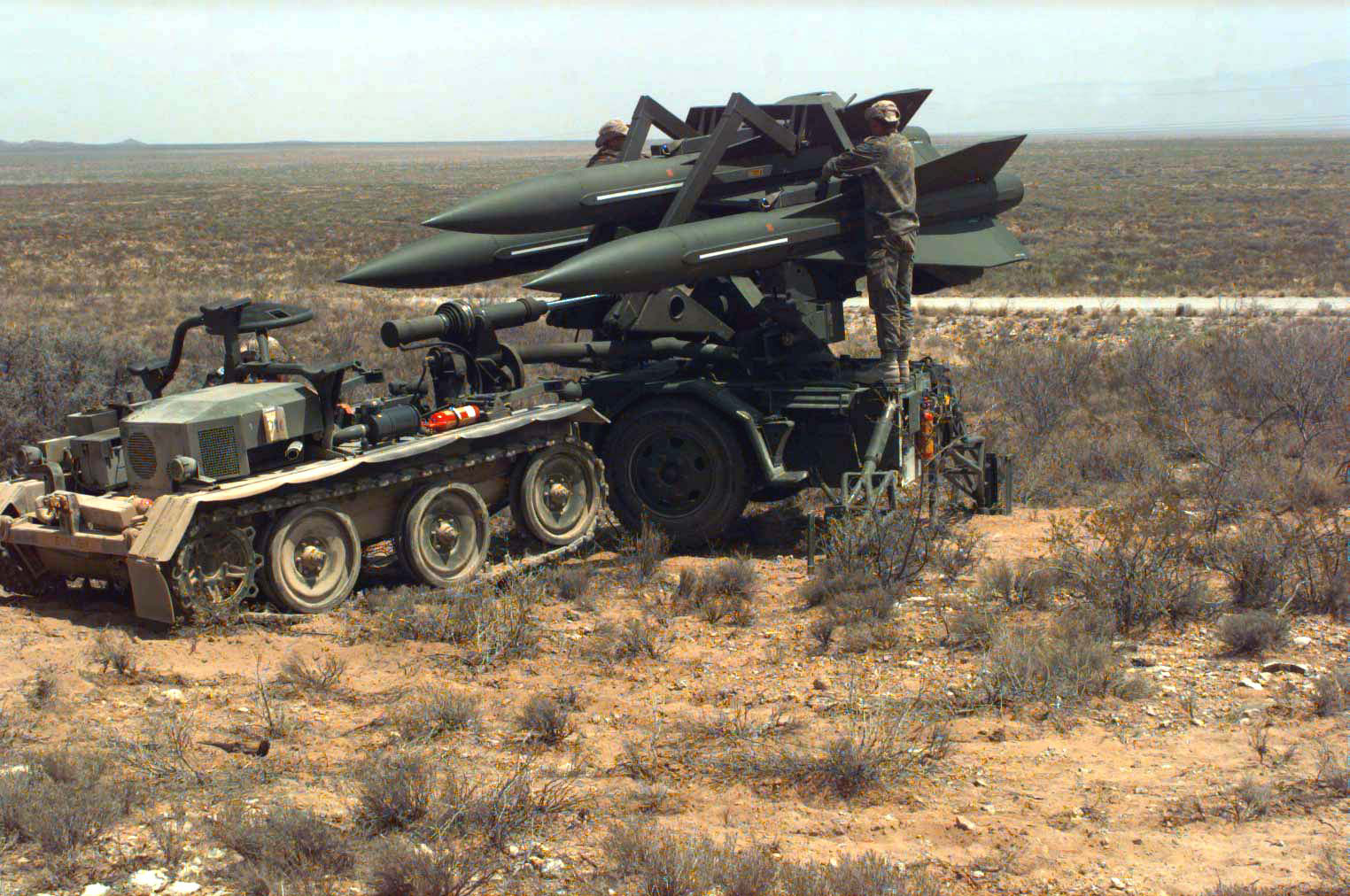
装填・輸送装置により発射機に装填されるミサイル
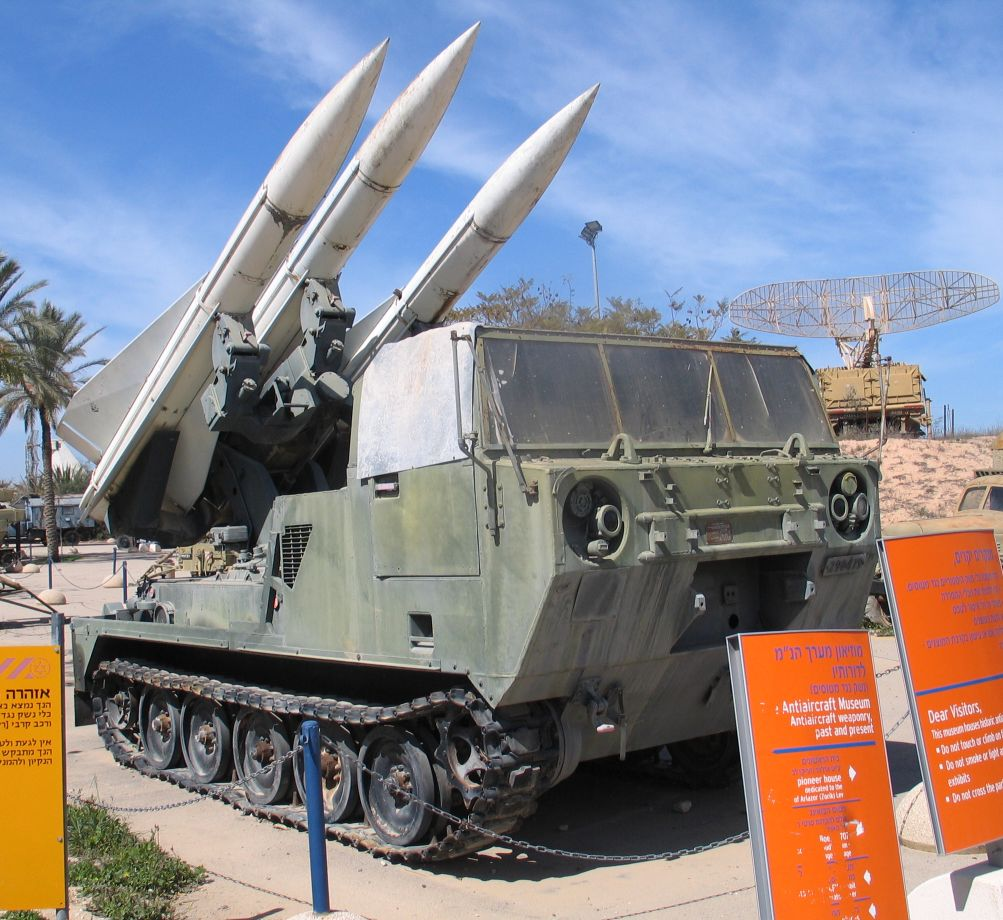
イスラエル軍のM727自走型発射機
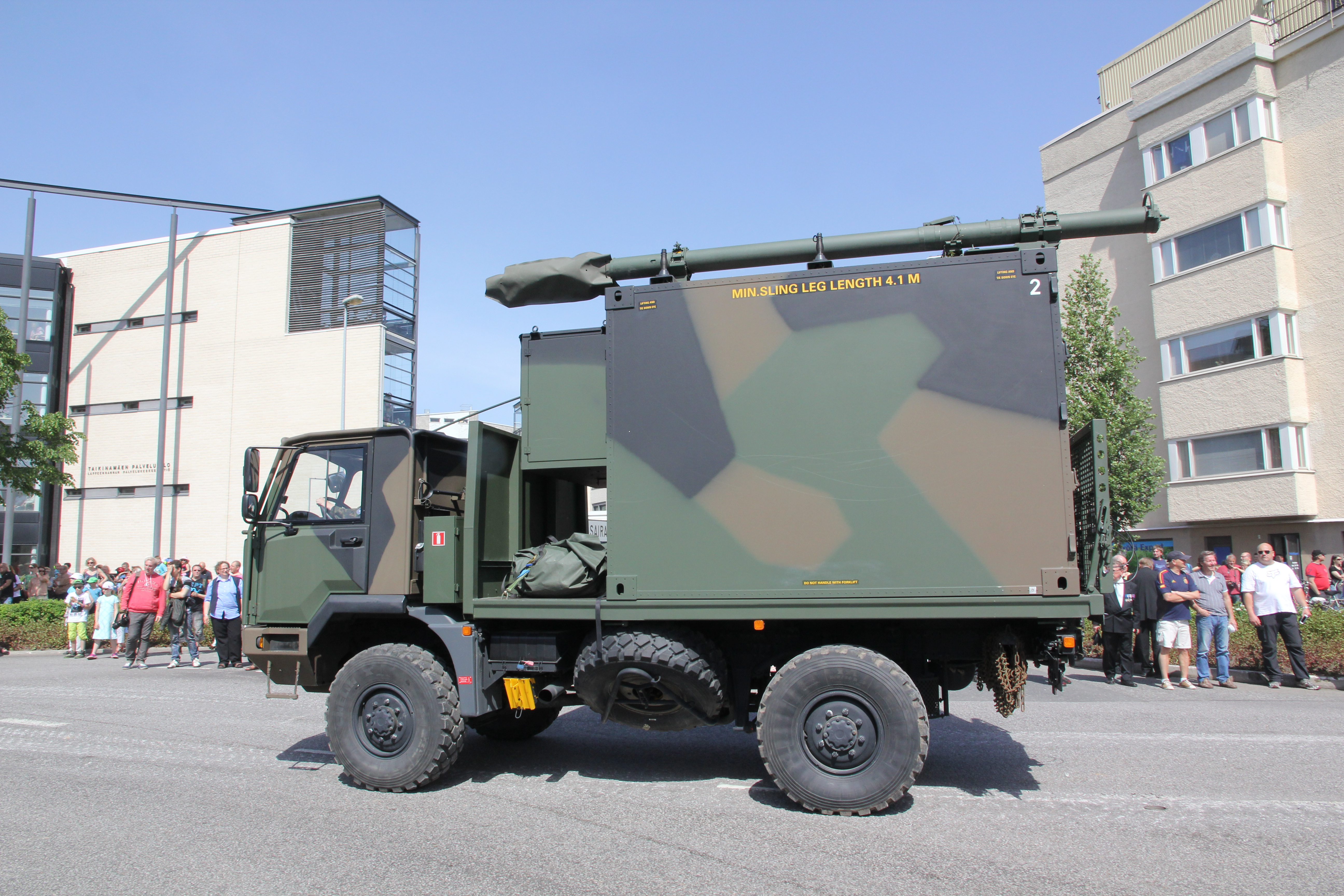
FDC（写真はフィンランド陸軍所属車両）

## アメリカ国外での運用
1959年には、ヨーロッパでのホークの共同生産について、北大西洋条約機構（NATO）の了解覚書（MoU）がアメリカ合衆国とフランス、イタリア、オランダ、ベルギー、西ドイツとの間で取り交わされた。さらに、欧州で製造されたシステムをスペイン、ギリシャ、デンマークに納入するための特別無償援助協定、また米国で製造されたシステムを日本、イスラエル、スウェーデンに直接販売する協定がそれぞれ締結された。
1974年には、拡大されたNATO HAWK生産・兵站機構（NHPLO）がレイセオン社との間で欧州における改良ホークのコンポーネントの共同生産契約を締結した。また1977年には、日本も改良ホークの共同生産契約を締結した。

### 運用国一覧
- バーレーン
  -  バーレーン陸軍
- エジプト
  -  エジプト防空軍（アラビア語版、英語版）
- ギリシャ
  -  ギリシャ陸軍
- トルコ
  -  トルコ空軍
- イラン
  -  イラン防空軍（英語版）
- イスラエル
  -  イスラエル航空宇宙軍
- ヨルダン
  -  ヨルダン陸軍 (Royal Jordanian Army)
- 日本
  -  陸上自衛隊（後述）
- ルーマニア
  -  ルーマニア空軍[5]
- クウェート
  -  クウェート空軍 (Kuwait Air Force)
- サウジアラビア
  -  サウジアラビア防空軍
- シンガポール
  -  シンガポール空軍[6]
- スペイン
  -  スペイン陸軍[7]
- アラブ首長国連邦
  -  アラブ首長国連邦陸軍 (United Arab Emirates Army)
- ウクライナ
  -  ウクライナ空軍[8]

- ベルギー
  -  ベルギー陸軍
- デンマーク
  -  デンマーク空軍
- フランス
  -  フランス陸軍[注 2]
- ドイツ
  -  ドイツ空軍[注 3]
- イタリア
  -  イタリア陸軍
- 韓国
  -  大韓民国空軍[注 4]
- オランダ
  -  オランダ空軍
- ノルウェー
  -  ノルウェー空軍：1986年よりレイセオンとコングスベルグ・ディフェンス&エアロスペースと合同で開発された改良型のNOAHへの改修が進み、NASAMSに置き換えられる1998年まで運用。
- モロッコ
  -  モロッコ陸軍
- スウェーデン
  -  スウェーデン陸軍
- 中華民国（台湾）
  -  中華民国空軍[注 5]
- アメリカ合衆国
  -  アメリカ陸軍[注 6]
  -  アメリカ海兵隊[注 7]

イランにおいては、イラン・イラク戦争で消費し尽くしたAIM-54 フェニックスの代替として、ホークを空対空ミサイルに改造し、F-14戦闘機に搭載している。

### 日本での運用

#### 導入に至る経緯

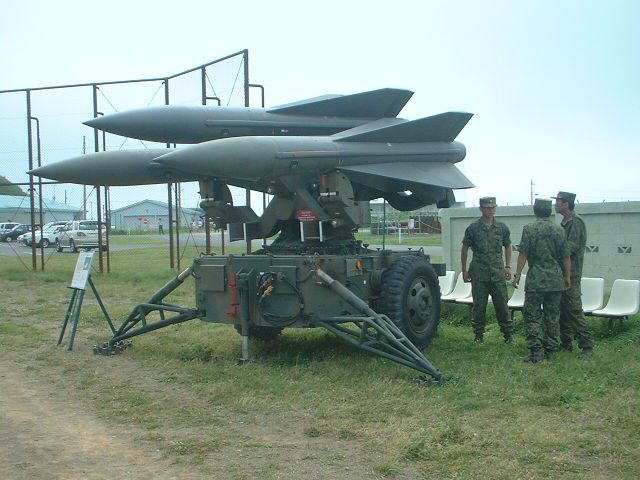
陸上自衛隊の改良ホークと発射機

日本では、第2次防衛力整備計画において、防空能力改善のため地対空ミサイルの導入が図られることになっていた。1956年（昭和31年）8月の防衛庁長官指示に基づいて、防空装備委員会が防空全般の長期的兵備構想の一環としてSAMを研究するとともに、陸上自衛隊に実験部隊を編成して、3自衛隊および技術研究本部の共同研究および実験に当たらせることとなった。
1959年（昭和34年）5月、防空装備委員会は「長期防空兵器体系に関する基本構想」をまとめ、報告した。この報告では「自衛隊の装備するSAMは原則として航空自衛隊に所属するのが望ましい」と述べつつ、F-Xに加えて当時俎上に載せられていた3種類のSAM（ホークのほかナイキとボマーク）を同時あるいは相次いで導入することは後方支援組織等多くの困難があることを指摘し、完全な機動性をもつホークについては陸上自衛隊の所属とする可能性を残した。統合幕僚会議ではこれを踏まえて更に研究したのち、同年7月に「SAMの導入、研究開発、部隊建設および指揮運用」についての方針を発表し、高高度・長距離SAMは航空自衛隊、低高度SAMは陸上自衛隊という原則が示された。この後、特にナイキの所属について陸・空で激しい議論がかわされたが、1962年（昭和37年）12月28日長発防1第317号をもって、ホーク部隊については陸上自衛隊の所属として決着した。

#### 運用史
陸上自衛隊では、1963年（昭和38年）4月・5月の2回に分けてホーク運用の基幹要員をアメリカに集団留学させており、また同年7月14日には部隊の配置も決定され、最初の部隊は北海道に新編されることとなった。1964年（昭和39年）11月20日、最初に編成されるホーク大隊用の装備が北海道への配置を完了、翌1965年（昭和40年）1月20日に初のホーク運用部隊として第102高射大隊が新編されるとともに、第302高射搬送通信隊と第102高射直接支援隊も編成を完結した。以後、同大隊が基幹になる形で、高射砲を運用していた特科大隊のホーク運用部隊への改編や廃止が進められていき、最終的に8個高射特科群が編成された。なお国内では実射訓練を行える射場がないため、毎年ニューメキシコ州のマクレガー射場にて年次射撃を行っている。
部隊編成と並行して、上記のようなホークの改良策の導入も進められており、1977年（昭和52年）度からは改良ホーク（初期型; HIP）、また1982年（昭和57年）度からは改良ホークの改善I型（PIPフェーズI）への換装が開始され、1985年（昭和60年）度までに改良ホークへの移行を完了した。更に1987年（昭和62年）からは改善II型（PIPフェーズII）、1991年（平成3年）度からは改善III型（PIPフェーズIII）へと順次に更新されていき、2003年（平成15年）度で改善III型への換装を完了した。
陸上自衛隊では、改良ホークへの移行が完了した後には新型SAMの導入に踏み切ることを検討していたが、航空自衛隊がナイキの後継としてパトリオットの導入を決定したために、同型SAMの導入を避けて、ホークの運用を継続していたという経緯があった。その後、改良ホークの後継として03式中距離地対空誘導弾が国産開発され、2003年（平成15年）度より取得が開始された。
2024年（令和6年）度予算においてホークの廃止が盛り込まれた。

#### 配備部隊・機関
2025年（令和7年）3月現在、配備されている部隊は下記のとおり。
北部方面隊
- 第1高射特科団（東千歳駐屯地）
  - 第1高射特科群（東千歳駐屯地）
    - 第301高射中隊（東千歳駐屯地）：地対空誘導弾改良ホーク改善III型
    - 第302高射中隊（東千歳駐屯地 ）：地対空誘導弾改良ホーク改善III型
    - 第303高射中隊（島松駐屯地 ）：地対空誘導弾改良ホーク改善III型
    - 第304高射中隊（島松駐屯地 ）：地対空誘導弾改良ホーク改善III型

  - 第4高射特科群（名寄駐屯地）
    - 第315高射中隊（名寄駐屯地）：地対空誘導弾改良ホーク改善III型
    - 第316高射中隊（名寄駐屯地）：地対空誘導弾改良ホーク改善III型
    - 第317高射中隊（名寄駐屯地）：地対空誘導弾改良ホーク改善III型
    - 第318高射中隊（名寄駐屯地）：地対空誘導弾改良ホーク改善III型

東北方面隊
- 第5高射特科群（八戸駐屯地）
  - 第320高射中隊（八戸駐屯地）：地対空誘導弾改良ホーク改善III型

防衛大臣直轄部隊：高射学校（下志津駐屯地）隷属
- 高射教導隊（下志津駐屯地）
  - 第310高射中隊（下志津駐屯地）：地対空誘導弾改良ホーク改善III型

### ウクライナの運用
2022年ロシアのウクライナ侵攻では、ウクライナがホークミサイルを使用した。2025年、ウクライナ政府の公式サイトは、ホークミサイルでロシアの巡航ミサイル（Kh-101）を破壊する映像を公開した。

## 登場作品

### 映画
『FLU 運命の36時間』
韓国軍の首都防衛司令部の装備として登場。物語終盤、難民への爆撃を図る米軍機に対し、韓国大統領の命令で照準を合わせたが、米軍機が爆撃を中止したことで発射されなかった。
『大巨獣ガッパ』
自衛隊が、不協和音から逃れるために河口湖から出てきたガッパの攻撃に使用する。

### 漫画・アニメ
『沈黙の艦隊』
第85話にて、東京湾に入港する原子力潜水艦「やまと」から核ミサイルが発射された時に備えて、陸上自衛隊の改良ホークが館山市沿岸部に展開する。
『ドリームハンター麗夢III 夢隠 首なし武者伝説』
東富士演習場で演習中だった陸上自衛隊所属のものが登場。演習に参加していた他部隊とともに、巨大化して地中から出現した首なし武者を攻撃するが、効果はなかった。また、実際のものと違い、弾体の色が白になっている。

### 小説
『タイムスリップ大戦争』
国防軍の装備として登場。昭和5×年の日本列島が約30年前の1941年にタイムスリップした中、アメリカなどとの間に勃発した戦争にて、ベトナムで米軍のB-17を撃墜している。また艦対艦ミサイルに改造されたものが護衛艦にも装備される。

### ゲーム
『Wargame Red Dragon』
NATO陣営のアメリカ軍デッキ、自衛隊デッキで使用可能な対空兵器として登場する。アメリカ軍デッキには改良I型と改良III型が、自衛隊デッキには改良I型が「KAIRYOU HAWK」の名称で登場する。専用の発射台に乗せられているが、この発射台は現実の自衛隊では採用されていない。